# Cerodontha fasciata
Cerodontha fasciata är en tvåvingeart som först beskrevs av Gabriel Strobl 1880.  Cerodontha fasciata ingår i släktet Cerodontha och familjen minerarflugor. Arten är reproducerande i Sverige. Inga underarter finns listade i Catalogue of Life.